# La Mort d'Ivan le Terrible
 (juillet 2025).
Pour plus de détails, voir Fiche technique et Distribution.
La Mort d'Ivan le Terrible (titre original : Смерть Иоанна Грозного, Smert' Ioanna Groznogo) est un film russe réalisé par Vassili Gontcharov, sorti en 1909.
Ce film muet en noir et blanc est l'adaptation cinématographique d'une pièce d'Alexis Konstantinovitch Tolstoï intitulée La Mort d'Ivan le Terrible (1866).

## Fiche technique
- Titre original : Смерть Иоанна Грозного (Smert' Ioanna Groznogo)
- Réalisation : Vassili Gontcharov
- Scénario : Vassili Gontcharov, d'après la pièce La Mort d'Ivan le Terrible d'Alexis Konstantinovitch Tolstoï, écrite en 1863 et créée en 1867 au Théâtre Alexandra de Saint-Petersbourg.
- Directeur de la photographie : Antonio Serrano
- Chef décorateur : G. Benesh & Ignatyev
- Producteurs : F. Reinhardt & Pavel Thiman
- Société de production : Gloria
- Pays d'origine :  Empire russe
- Langue : russe
- Format : Noir et blanc – 1,33:1 – 35 mm – Muet
- Genre : drame historique
- Durée : 17 minutes
- Longueur de pellicule : 300 m
- Année : 1909
- Dates de sortie :
  -  Empire russe : 6 octobre 1909
- Autres titres connus :
  -  Royaume-Uni /  États-Unis : The Death of Ivan the Terrible

## Distribution
- Aleksey Slavin (au générique : A. Slavin) : le tsar Ivan IV dit Ivan le Terrible
- Yelizaveta Uvarova : la tsarine Alexandra
- Serguei Tarassov (au générique : S. Tarasov) : Boris Godounov
- Nikolai Vekov (en) : le boyar Nagoy
- Yakov Protazanov : Gareburda
- Aleksey Mouravin

## Autour du film
Certaines sources indiquent Yakov Protazanov comme co-réalistaeur.